# Лотон (Оклахома)
Лотон (енгл. Lawton) град је у америчкој савезној држави Оклахома.

## Демографија
По попису из 2010. године број становника је 96.867, што је 4.11 (4,4%) становника више него 2000. године.
| Група             | 2000.          | 2010.          |
| Белци             | 53.605 (57,8%) | 52.540 (54,2%) |
| Афроамериканци    | 21.388 (23,1%) | 20.684 (21,4%) |
| Азијати           | 2.285 (2,5%)   | 2.532 (2,6%)   |
| Хиспаноамериканци | 8.719 (9,4%)   | 12.160 (12,6%) |
| Укупно            | 92.757         | 96.867         |